# Elio Mosele
Elio Mosele (San Bonifacio, 12 maggio 1934 – Verona, 8 ottobre 2024) è stato un politico italiano, che fu anche presidente della Provincia di Verona.

## Biografia
Laureato in lingue e letterature straniere, fu dapprima docente nella scuola media superiore, poi professore e rettore dell'Università di Verona, direttore dell'Istituto di lingue e letterature straniere, direttore della Biblioteca "Frinzi", preside della facoltà di lingue e letterature straniere, presidente della Conferenza nazionale dei Presidi di lingue e letterature straniere.
In occasione delle elezioni amministrative del 2004 fu eletto presidente della provincia col 52,5% dei voti, in rappresentanza di una coalizione di centrodestra formata da:
- Forza Italia
- Lega Nord
- Alleanza Nazionale
- UDC
- Lista Mosele

Il mandato amministrativo terminò nel 2009.
Mosele è deceduto a 90 anni l'8 ottobre 2024.